# IO-Link
IO-Link是將智能感測器及执行器連接到自動化系統的通訊系統，依照IEC 61131-9標準中的Single-drop digital communication interface for small sensors and actuators（SDCI）。此規範包括電氣的連接方式以及數位的通訊協定，智能感測器及执行器可以依此和自動化系統互動。

## 系統簡介
IO-Link系統會包括一個IO-Link主站，一台或是多台的IO-Link設備（可能是感測器或是执行器）。IO-Link主站提供介面給上層的控制器（PLC），並且透過通訊控制連接的IO-Link設備。
IO-Link主站會可以有一個或多個IO-Link接口，基本上每個接口只能連結一個設備，不過現在也有可以串接的設備或是集線器。
IO-Link設備可以是智能感測器、動作器或是集線器。在市面上也有不用額外電源，直接用IO-Link網路線供電的設備。在IO-Link中，「智能」的定義是指設備上有序號或是參數（例如靈敏度、切換延遲時間等）可以透過IO-Link通訊協定讀寫。PLC可以在和設備通訊時調整其參數。IO-Link以及其傳輸的參數可以進行設備的預防性維修以及維護，例如光感測器若變髒了，會透過IO-Link通知PLC，因此可以及時進行清潔，而不會像定時清潔時，有設備太早清潔，或是沒有及時清潔的情形。
感測器及執行器的參數依設備而不同，不過也有IODD（IO設備描述）格式的參數資訊。

## 設備商的聲明
各設備IO-Link或是SDCI標準的品質是由設備商的聲明來保證的。要準備設備商的聲明，除了CE認證的測試外，還需要依照IO-Link測試規範V1.1版進行測試。測試需要有一個主站以及一個設備。
目前已有三個可以提供支援的認證中心，其任務是在廠商開發IO-Link設備時提供建議。
自從2011年7月1日起，已強制IO-Link設備都需要設備商的聲明。

## 連結器
IO-Link纜線是無屏蔽的三芯或五芯線，不超過20公尺，有標準的四針或五針連接器。主站及設備的針腳定義是依照
。主站有定義兩種接頭，class A埠及class B埠。 
class A埠使用M5、M8或M12連接器，class B埠只有五針的M12連接器。依照IEC 61076-2-101，M12連結器在機構上是屬於"A"-coded。主站使用母接頭，設備使用公接頭。
主站的第1腳及第3腳提供24V，最大200 mA電流的直流電，可以提供IO-Link設備額外的電源。第4腳依IEC 61131-2規範，可以是數位輸入（DI）或數位輸出（DO），也可以向後相容到依IEC60947-5-2的接近传感器或其他感測器或是電子開關。
IO-Link的主站會送喚醒電流脈衝所所有設備，使其從串列輸入輸出（SIO）狀態到純串列數位通訊（single-drop digital communication interface，SDCI）狀態。主站會在SDCI狀態中和IC-Link設備交換資訊。
在class A埠的連接器中，第2腳及第5腳未使用（NC）。在class B埠的連接器中，第2腳及第5腳可以規劃為未使用、數位輸入、數位輸出，或是額外的電源。
IO-Link的訊號電壓是24V，若傳輸失敗了，會重送二次要傳輸的資料，若第二次仍然沒有成功，IO-Link主站會偵測到通訊失敗，並且回報給上位的控制器。

## 通訊協定
IO-Link通訊協定包括了通訊埠、通訊模式、資料型態及傳播速度。通訊埠的實體在主站上，可以連接到終端設備，也可以橋接到現場總線及乙太網。連接到終端設備的埠，有四種通訊模式：IO-Link、DI、DQ及不激活（Deactivated）。IO-Link模式會配置通訊埠可以做雙向通訊，DI模式配置為輸入，DQ模式配置為輸出、不激活（Deactivated）模式會使通訊埠無效。資料型態有四種：過程資料（process data）、值狀態資料（value status data）、設備資料（device data）及事件資料（event data）。通訊協定可以配置在 4.8 kilobaud、38.4 kilobaud或230.4 kilobaud的速度下運作。230.4 kilobaud下的最小傳輸時間是400 ms。有工程工具可以規劃主站，運作為網路橋接模式。

## 無線IO-Link
無線IO-Link（IO-Link Wireless）是IO-Link在實體層上的擴展。無線IO-Link主站（W-Master）類似給上層系統的立主站。只有下行給IO-Link無線設備（W-Device）的虛擬埠。
傳輸週期包括二個階段。要傳送輸出資料時，W master會送多播-W 頁框（下行），其中在指定的時間區域中有給W-Device的資料。W-Master會接送並且收集W-Device上行的資料，W-Device會依給定的固定時間內，依序的傳送資訊。
為了資料傳輸的安全性，可以使用跳频扩频及Channel-Blacklisting。

## IO-Link Safety
IO-Link Safety是IO-Link的擴展，在已有的主站及設備中增加安全通訊層，因此主站及設備會變成FS master及FS device。也是利用Black Channel原則的概念來通訊。此概念已由TÜV組織測試過。
IO-Link Safety也將功能安全中常見用的OSSD（輸出切換信號設備）元件擴展到非接觸式保護設備（例如安全光柵）的OSSDe。和標準的IO-Link相同，FS-Device可以運作在OSSDe的切換模式，也可以運作在機能上具有安全性的IO-Link通訊。
在實施中，需要依循IEC 61508及/或ISO 13849的安全規範。

## 來源
1. ↑  . International Electrotechnical Commission.   [20 June 2018]. （原始内容存档于2018-09-27）.
2. ↑  . International Electrotechnical Commission.   [20 June 2018]. （原始内容存档于2019-01-04）.
3. ↑   (PDF). IO-Link Community Consortium.   [20 June 2018]. （原始内容存档 (PDF)于2020-08-09）.
4. ↑  . IO-Link Cosortium Community.   [12 June 2018]. （原始内容存档于2020-08-03）.
5. ↑   (PDF). IO-Link Consortium Community.   [27 September 2018]. （原始内容存档 (PDF)于2018-09-26）.
6. ↑   (PDF). IO-Link Consortium Community.   [10 October 2018]. （原始内容存档 (PDF)于2018-10-10）.

## 外部連結
- Digitale Sensorausgänge:  PNP/NPN/PP oder IO-Link? （页面存档备份，存于）